# Beast in Black
A Beast in Black többnemzetiségű heavy metal együttes, amely 2015-ben alakult.
Zenei hatásaiknak a Judas Priestet, a Manowart, a W.A.S.P.-et, az Acceptet és a Black Sabbathot jelölték meg.

## Története
A zenekart Anton Kabanen alapította, miután kilépett a Battle Beast együttesből.
Szerződést kötöttek a Nuclear Blast kiadóval, és 2017-ben megjelentették első nagylemezüket. 
Az album a hetedik helyet szerezte meg a finn slágerlistán. Felkerült a német, angol, svéd, svájci és francia slágerlistákra is.
2018. február 7-én Atte Palokangas bejelentette, hogy Sami Hämminen lesz a dobos. Az együttes tagjai Yannis Papadopoulos (ex-Wardrum), Molnár Máté (Wisdom) és Kasperi Heikkinen (ex-U.D.O., ex-Amberian Dawn).
A zenekar második lemeze 2019. február 8-án jelent meg. Ezután Európa-szerte turnéztak a Turmion Kätilöt társaságában.

## Tagok
- Anton Kabanen – gitár, vokál, billentyűk (2015–)
- Yannis Papadopoulos – ének (2015–)
- Kasperi Heikkinen – ritmusgitár (2015–)
- Molnár Máté – basszusgitár (2015–)
- Atte Palokangas – dob (2018–)

Korábbi tagok
- Sami Hänninen – dobok (2015–2018)

## Diszkográfia
- Berserker (2017)
- From Hell with Love (2019)
- Dark Connection (2021)

### Kislemezek
- "Blind and Frozen" (2017)
- "Beast in Black" (2017)
- "Born Again" (2017)
- "Zodd the Immortal" (2017)
- "Sweet True Lies" (2018)
- "Die by the Blade" (2019)
- "From Hell with Love" (2019)
- "Moonlight Rendezvous" (2021)
- "One Night in Tokyo" (2021)